# Gropada
Gropada je ena najstarejših vasi na tržaškem Krasu, v italijanski deželi Furlanija - Julijska krajina.
Prvič je omenjena leta 1150, in sicer kot kraj, kjer je imela stara tržaška plemiška rodbina Bonomo vinograde. Najstarejši priimki, ki jih tu zasledimo že v 17. stoletju, so Kalc, Milkovič, Mužina in Pečar. V 19. stoletju najdemo tudi priimke Brce, Grgič, Križmančič, Sosič in Vrše.
Večina prebivalcev je Slovencev, vendar se v zadnjem času tu naseljujejo tudi Italijani iz Trsta.